# دیانا سرا کری
دیانا سرا کری (انگلیسی: Diana Serra Cary؛ زادهٔ ۲۹ اکتبر ۱۹۱۸ – درگذشتهٔ ۲۴ فوریه ۲۰۲۰) یک هنرپیشه اهل ایالات متحده آمریکا بود.